# Münchner Hausberge

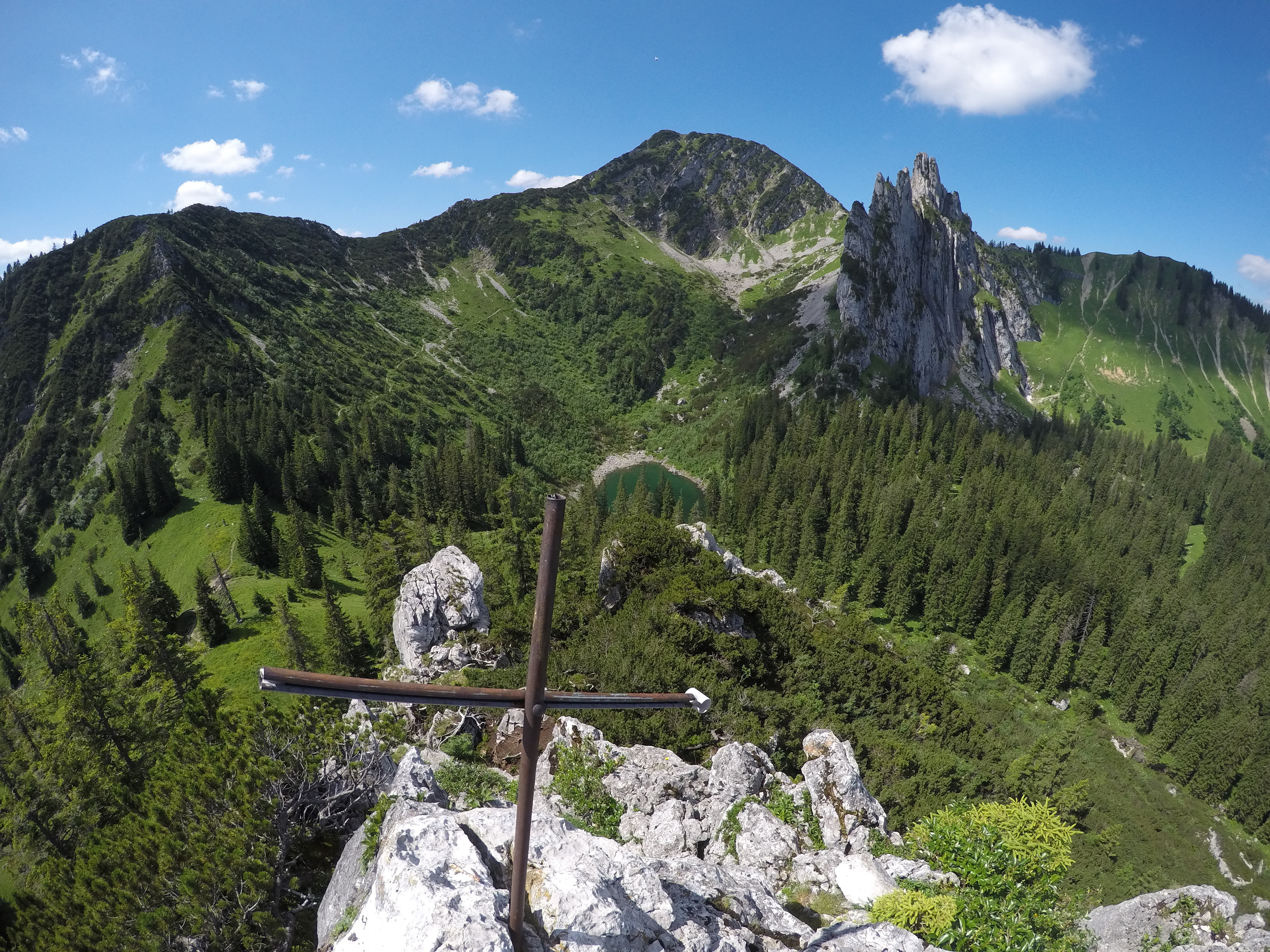
Plankenstein und Risserkogel vom Schreistein, typische Münchner Hausberge für Kletter- bzw. Bergtouren

Als Münchner Hausberge wird eine lose Gruppe von Bergen innerhalb der Nördlichen Kalkalpen bezeichnet, die sich dadurch auszeichnen, von der Stadt München als Tagestour für Bergtouren oder ähnliche alpine Sportarten wie Klettertouren oder Skitouren erreichbar zu sein.
Da München selbst in der Münchner Schotterebene liegt, besitzt die Stadt keinen natürlichen Hausberg in unmittelbarer Umgebung. Stattdessen werden mehrere Bergziele, insbesondere in den folgenden Berggruppen, zu den Münchner Hausbergen gezählt:
- Mangfallgebirge, z. B. Plankenstein
- Ammergauer Alpen, z. B. Ettaler Mandl
- Karwendel, z. B. Lamsenspitze
- Rofan, z. B. Guffert
- Chiemgauer Alpen, z. B. Kampenwand
- Wettersteingebirge, z. B. Alpspitze